# Isn't She Lovely
«Isn't She lovely» és una cançó de Stevie Wonder, de l'àlbum Songs in the Key of Life de 1976. La lletra celebra el naixement de la seva filla, Aisha.
Malgrat ser una de les cançons més populars de l'àlbum, que va estar 14 setmanes en el primer lloc, i guanyador de dos premis Grammy, no va ser publicat com a senzill atès que, en durar més de sis minuts —massa llarg per un 45 rpm—, Wonder no va voler editar-ho.
En 2012, Wonder va cantar la cançó davant la reina Isabel II en el concert a l'aire lliure celebrat en ocasió del Jubileu de Diamant d'Isabel II.

## Músics
- Stevie Wonder – veu, harmònica, percussió, piano elèctric, Fender Rhodes, bass synth (el baix original, de Nathan Watts, el baixista habitual de Wonder, va ser substituït pel mateix Wonder en el bass synth), bateria[5]
- Greg Phillinganes – teclats[5]